# MG 131
A MG 131 (abreviação do alemão: Maschinengewehr 131, ou "metralhadora 131") foi uma metralhadora alemã de calibre 13 mm desenvolvida em 1938 pela Rheinmetall-Borsig e produzida de 1940 a 1945. A MG 131 foi projetada para uso em montagens fixas, flexíveis ou com torre de artilharia, simples ou duplas em aeronaves da Luftwaffe durante a Segunda Guerra Mundial.
Foi uma das menores, senão a menor, entre as metralhadoras pesadas daquele conflito, pesando 16,6 quilogramas, menos de 60% da M2 Browning ou da Breda-SAFAT. Apesar disso, a MG 131 era uma arma de fogo rápido e com elevado poder de fogo para sua massa. Foi equipada com uma variedade de munições perfurantes, incendiárias, altamente explosivas e traçantes. Sua equivalente contemporânea mais próxima pode ter sido a japonesa Ho-103, baseada na antiga metralhadora americana M1921 Browning. A outra principal arma automática do Eixo de calibre semelhante, a italiana Breda 12,7 mm, era cerca de 13 kg mais pesada e maior, embora mais lenta em pelo menos 150 tiros por minuto. O tamanho relativamente pequeno da MG 131 permitiu que ela fosse montada no espaço restrito disponível no nariz dos caças da Luftwaffe, originalmente projetados para abrigar metralhadoras de calibre 7,92 mm, mais leves. Esta se tornou a configuração comum a partir de 1943, à medida que a crescente proteção blindada da maioria das aeronaves aliadas e o crescente desafio dos ataques diurnos de bombardeiros pesados americanos à medida que a guerra avançava tornaram as armas de menor calibre obsoletas nesta função.
Propriedades balísticas mais baixas que ainda eram adequadas para a tarefa eram obviamente vistas como uma vantagem: a arma era muito precisa (35 x 45 cm de distância a 100 m) e o cano se desgastava muito menos rapidamente (a vida útil do cano da MG 131 era de 17.000 tiros), o que significava que as propriedades balísticas se deterioravam mais lentamente.
Era instalada na Messerschmitt Bf 109, Me 410 Hornisse, Fw 190, Ju 88, Junkers Ju 388, He 177 Greif e muitas outras aeronaves. O sistema de torre de artilharia controlado remotamente Fernbedienbare Drehlafette FDL 131Z usava um único ou, mais comumente, um par "gêmeo" de MG 131 para defesa dorsal. O "sistema" de armas Hecklafette HL 131V de montagem quádrupla para defesa de cauda, colocando duas MG 131 cada um em um par de carros de elevação externos giratórios de montagem lateral (o "núcleo" da torre tripulada fornecia a função transversal), foi concebido para padronização em muitos desenvolvimentos de protótipos do final da guerra de fuselagens de bombardeiros pesados alemães, mas nunca se concretizaram além de um pequeno número de maquetes de protótipos dimensionais e unidades de teste cinético.

A MG 131 disparava munição preparada eletricamente para sustentar uma alta cadência de tiro ao disparar através do disco da hélice de um caça monomotor. Um par de metralhadoras MG 131 foi usado como armamento de capô em modelos posteriores da Bf 109G (que originalmente exigia um blister ou Beule em cada lado da fuselagem, flanqueando a extremidade traseira superior do motor, para abrigar a culatra maior do nova arma) e a Fw 190.